# 부산교도소
부산교도소(釜山矯導所)는 부산광역시 강서구 대저1동에 있는 대한민국의 교도소이다. 형이 확정된 수형자가 주로 수용되어 있으며, 대한민국 법무부 교정본부 소속의 대구지방교정청이 관할하는 교정시설로서 소장은 교정부이사관으로 임명된다. 부산광역시 강서구 대저중앙로29번길 62(대저1동)에 위치하고 있으며, 같은 부산광역시에 있으나 형이 확정되지 않은 미결수용자가 주로 수용되어 있는 부산구치소와 다른 기관이다.

## 연혁
- 1947년 9월 1일 부산형무소 김해농장으로 개소
- 1961년 12월 23일 부산교도소 김해농장으로 명칭 변경 (법률 제858호)
- 1971년 3월 25일 김해교도소 개청 (대통령령 제1595호)
- 1987년 12월 5일 부산교도소로 명칭 변경 (대통령령 제12287호)

## 조직

### 부산교도소장
- 총무과
- 보안과
- 분류심사과
- 직업훈련과
- 사회복귀과
- 복지과
- 의료과

## 사건·사고 및 논란

### 신창원 탈주 사건
1997년 1월 20일 신창원이 부산교도소의 화장실 쇠창살을 쇠톱날로 절단하고 도주했다. 신창원은 탈주 이후 약 2년 동안 전국을 오가며 약 9억8천여만원을 훔쳤고, 훔친 돈으로 유흥업소 여종업원들을 유혹해 동거하며 그 곳을 아지트로 삼았다. 신출귀몰했던 신창원의 도피행각은 1999년 7월16일 그가 숨어있던 아파트의 가스관을 수리하던 수리공의 제보로 막을 내렸다.

### 수용자의 교도관 폭행 사건
2005년 7월 22일 오후 5시50분께 교도관 박아무개(34)씨가 재소자 A(26)씨로부터 폭행을 당했다. 이 교도관은 오른쪽 눈 아래가 찢어지는 등 전치 4주의 부상을 입고, 병원에 입원하였다. 부산교도소에 따르면, 이날 병사동 2층에서 재소자끼리 말다툼이 벌어져 박씨가 제지했지만 A씨가 따르지 않았다. 이에 박씨가 조사하기 위해 문을 열자 A씨가 달려들어 얼굴에 폭행을 가하였다. 당시 병사동에는 근무자가 박씨 한 명뿐이었다.
이에 대해 최규대 부산교도소 보안과장은 "법무부에 교도관 충원을 건의했지만 아직 이루어지지 않고 있다"면서 "교도관의 근무 환경이 열악한데 빨리 개선되어야 할 것"이라고 말했다.

### 교도소·구치소 통합이전 추진
2007년 9월 11일 한국토지공사(사장 김재현)는 부산광역시청과 부산구치소, 부산교도소를 강서구 화전 체육공원으로 통합 이전하기 위한 양해각서를 체결했다고 밝혔다. 지난 8월 7일 법무부가 이전에 동의함에 따라 한국토지공사가 이 교정시설의 통합이전사업에 참여하게 됐다. 이전사업비는 약 2000억원 정도로 추정되며, 토지공사가 부산구치소 및 부산교도소를 신축한 후 부산시와 법무부 간 국유재산법에 의해 신축건물과 기존시설을 교환하는 방식으로 추진될 계획이다.
이에 대해 한국토지공사 한 관계자는 "부산구치소와 부산교도소의 통합이전에 따라 국제적 수준의 시설 개선으로 수용자의 인권을 개선할 수 있을 것"이라며 "서부산권 핵심사업인 강서 신도시의 원활한 조성과 함께 구치소 부지인 주례지역의 체계적인 정비를 통한 생활환경개선 등 지역발전에 크게 기여할 것으로 기대된다"고 말했다.
2010년 7월 12일 부산광역시청은 화전체육공원내 부지 28만5천m2에 부산교도소와 부산구치소를 건립하기 위한 ‘도시관리계획 변경안’을 마련해 부산광역시의회에 제출했다고 밝혔다. 부산광역시청 측은 2013년까지 2천여억원을 들여 5층 이하 교정시설 건물을 지을 계획으로 7월 23일 부산광역시의회 본회의를 통과할 경우 빠르면 2011년 공사에 들어갈 예정이다. 이영활 부산광역시청 선진개발본부장은 “교정시설 이전에 대한 강서지역 주민들의 반대도 많이 누그러져 큰 어려움은 없는 상태”라고 말했다.
이에 대해 부산구치소·교도소 강서구 통합이전반대비상대책위원회(이하 대책위) 관계자와 지역주민, 시·구의원 등 20여명은 법무부를 항의방문하는 등 부산광역시청과 부산광역시의회에 탄원서와 반대 연명서를 제출하고 필요할 경우 물리적인 대응책도 고려할 것으로 알려졌다.
2011년 1월 6일 한나라당 장제원 의원과 부산광역시청에 따르면 국토해양부는 중앙도시계획위원회를 열어 부산구치소(사상구 주례동)와 부산교도소(강서구 대저동)의 통합교정시설을 짓기로 했다. 이를 위해 국토해양부는 강서구 화전체육공원 부지의 개발제한구역(GB) 관리계획 변경을 승인했다. 부산광역시청은 국토해양부가 관리계획 변경 승인을 공고하는 대로 법무부와 세부계획을 세울 방침이다. 또한 2011년 3월 통합교정시설 신축방안을 마련하고 사업시행자를 결정한 뒤 실시설계를 거쳐 2012년에 착공할 예정이다. 통합교정시설 신축부지는 구치소(15만 m2)와 교도소(10만 m2) 등 총 25만 m2 규모다. 사업비 2472억 원은 현 구치소(9만9000m2)부지를 고층 아파트로 개발한 수익금으로 충당하기로 했다.
2012년 1월 4일 부산광역시청에 따르면 법무부가 2011년 기획재정부에 부산교정시설 통합이전을 위한 부지정지사업비(설계비 28억원, 공사비 383억원, 부담금 41억원) 452억원을 요구했지만 2012년도 정부예산안에 단 한푼도 반영되지 않았다. 지난 2007년에는 법무부 및 한국토지주택공사와 부산구치소·교도소 통합이전을 위한 MOU까지 체결했으나 부동산 경기침체와 재정난 등으로 한국토지주택공사의 사업시행이 어렵게 되자 2011년 7월 국가재정사업으로 시행해줄 것을 법무부에 건의했다. 하지만 기본실시설계비조차 국비에 반영되지 않아 사업추진이 무산될 위기에 처했다.
이에 대해 부산광역시청 관계자는 "국비가 반영되지 않았지만 교정시설 통합이전 시기를 늦추지 않기 위해 우선 부지정지만이라도 시행하기로 했다"면서 "석산 개발을 통해 얻는 수익으로 부지정지 공사비를 충당할 수 있을 것"이라며 "이전사업을 반드시 추진하겠다는 의지를 정부에 보여주는 동시에 비용도 절감하는 일석이조의 효과를 노리고 있다"고 덧붙였다.

### 비위 연루 교도소장 사직
2011년 6월 15일 법무부는 부산교도소장(서기관) 장모(59) 씨가 체육대회 협찬금 유용 사실이 감사 결과 적발돼 2011년 5월 의원면직시켰다고 밝혔다. 장 소장은 2010년 수형자체육대회를 하면서 민간인인 교정협의회 위원에게서 협찬금을 받아 이 중 150만 원가량을 유용한 혐의를 받았다. 법무부 관계자는 "이 같은 사실이 감사에 적발돼 문제가 되자 2011년 6월 말로 정년을 맞은 장 소장이 지휘 책임을 지고 사표를 냈다"고 말했다.
이에 대해 교도소 안팎에서는 이런 일로 소장이 사임하는 것은 앞뒤가 맞지 않는다며 다른 의혹을 제기하고 있다. 부하직원이 교정위원을 통해 장 소장에게 인사 청탁 명목으로 수백만~1000만 원의 금품을 건넸다는 말이 흘러나오고 있다. 정황상 부하직원이 직접 소장에게 돈을 전달하기가 껄끄러워 외부 인사인 교정위원을 동원했다는 것이다.

### 계구 과도 사용으로 수감자 사망 과실 인정 판결
2011년 7월 6일 부산지방법원 민사9부(오경미 부장판사)는 이모(44) 씨와 딸 권모(6) 양이 국가를 상대로 제기한 손해배상 청구소송에서 원고 일부승소 판결했다고 밝혔다. 재판부는 "부산교도소가 계구를 과도하게 사용한 점과 부산구치소 측이 응급조치를 제대로 하지 않은 과실이 인정된다"며 "국가는 원고에게 3500여만 원을 지급하라"고 판시했다.
사망한 권 씨는 2004년 4월 살인 혐의로 징역 13년을 선고받고 부산교도소에서 복역 중 2007년 1월 5일 부산구치소로 이송됐다. 척추질환을 앓았던 권 씨는 평소 복용하던 진통제와 우울증 치료제를 과다복용해 같은 해 10월 29일 숨졌고 원고들은 부산교도소가 과도하게 계구를 사용해 입게 된 척추장애로 생긴 통증을 완화시키기 위해 진통제를 상시 복용하다 약물중독으로 자살하게 됐고, 부산구치소가 약물과용으로 쓰러진 권 씨에게 적절한 응급처치를 하지 않아 사망에 이르게 됐다고 주장했다.
재판부는 "교도소 측이 흥분한 권 씨를 제압하기 위해 계구를 사용한 점은 인정되나, 6일간 긴 사슬이 달린 계구를 사용한 것은 계구 종류와 사용 방법, 사용 기간에서 부적절하거나 위법한 점이 엿보인다"고 판단했다.

## 같이 보기
- 부산구치소
- 교도관 계급